# Ayuntamiento de Zaragoza
El Ayuntamiento de Zaragoza es la institución que se encarga de gobernar el municipio de Zaragoza (capital de Aragón, España). El Ayuntamiento está liderado por la alcaldesa de Zaragoza, cargo elegido democráticamente desde 1979. En la actualidad ese cargo lo ostenta Natalia Chueca (PP). La corporación municipal está formada desde las elecciones municipales de 2023 por 15 concejales del Partido Popular, 10 concejales del PSOE, 4 de Vox, y 2 de Zaragoza en Común.

## Sede
El edificio del Ayuntamiento se halla en la céntrica plaza del Pilar entre la basílica del Pilar y la Lonja de Zaragoza.
Aunque el proyecto del edificio se presenta en 1941, se empieza a construir en 1946 y se inaugura en 1965. En él cabe destacar la fachada (imitando al renacimiento aragonés), la techumbre mudéjar, las escaleras y los salones.

## Alcaldes
| Periodo   | Nombre                                                                  | Partido                                  |
| --------- | ----------------------------------------------------------------------- | ---------------------------------------- |
| 1979-1983 | Ramón Sainz de Varanda                                                  | Partido Socialista Obrero Español (PSOE) |
| 1983-1987 | Ramón Sainz de Varanda (1983-1986) Antonio González Triviño (1986-1987) | Partido Socialista Obrero Español (PSOE) |
| 1987-1991 | Antonio González Triviño                                                | Partido Socialista Obrero Español (PSOE) |
| 1991-1995 | Antonio González Triviño                                                | Partido Socialista Obrero Español (PSOE) |
| 1995-1999 | Luisa Fernanda Rudi                                                     | Partido Popular (PP)                     |
| 1999-2003 | Luisa Fernanda Rudi (1999-2000) José Atarés Martínez (2000-2003)        | Partido Popular (PP)                     |
| 2003-2007 | Juan Alberto Belloch                                                    | Partido Socialista Obrero Español (PSOE) |
| 2007-2011 | Juan Alberto Belloch                                                    | Partido Socialista Obrero Español (PSOE) |
| 2011-2015 | Juan Alberto Belloch                                                    | Partido Socialista Obrero Español (PSOE) |
| 2015-2019 | Pedro Santisteve Roche                                                  | Zaragoza en Común (ZeC)                  |
| 2019-2023 | Jorge Azcón Navarro                                                     | Partido Popular (PP)                     |
| 2023-act. | Natalia Chueca Muñoz                                                    | Partido Popular (PP)                     |

## Pleno
El pleno es el órgano máximo de representación política de la ciudadanía en el gobierno de la ciudad de Zaragoza. Está formado por 31 concejalas y concejales, electos por sufragio universal cada cuatro años. El Pleno Municipal está presidido por la alcaldía y funciona en sesiones plenarias y mediante comisiones.
Asume de modo directo la representación de la colectividad y en su nombre decide sobre las cuestiones más importantes y transcendentes del Gobierno.

Salón de plenos

Los concejales del Ayuntamiento de Zaragoza se escogen por sufragio universal en elecciones celebradas cada cuatro años. El sistema D'Hondt es el método electoral que se utiliza en España, para repartir los concejales de los ayuntamientos, de modo aproximadamente proporcional a los votos obtenidos por las candidaturas.

### Composición 2023-2027
| Partido           | Concejales/as                                             |
| ----------------- | --------------------------------------------------------- |
| Partido Popular   | Natalia Chueca Muñoz (alcaldesa)                          |
| Partido Popular   | Ángel Lorén Villa (portavoz y primer teniente de alcalde) |
| Partido Popular   | Víctor Serrano Entío (segundo teniente de alcalde)        |
| Partido Popular   | Sara Fernández Escuer                                     |
| Partido Popular   | Alfonso Mendoza Trell                                     |
| Partido Popular   | Blanca Solans García                                      |
| Partido Popular   | Tatiana Gaudés Lalmolda                                   |
| Partido Popular   | Marian Orós Lorente                                       |
| Partido Popular   | Félix Brocate Puri                                        |
| Partido Popular   | Carlos Gimeno Casado                                      |
| Partido Popular   | Paloma Espinosa Gabasa                                    |
| Partido Popular   | José Miguel Rodrigo Pérez                                 |
| Partido Popular   | Pilar Cortés Bureta                                       |
| Partido Popular   | Ruth Bravo Barrio                                         |
| Partido Popular   | Miguel Ángel García Muro                                  |
| PSOE              | Lola Ranera Gómez (portavoz)                              |
| PSOE              | Francisco Galán Calvo                                     |
| PSOE              | Rosa Cihuelo Simón                                        |
| PSOE              | Horacio Royo Rospir                                       |
| PSOE              | Eva María Cerdán Diago                                    |
| PSOE              | Alfonso Gómez Gamez                                       |
| PSOE              | Marta Aparicio Sáinz de Varanda                           |
| PSOE              | José María Giral Monter                                   |
| PSOE              | Ana Becerril Mur                                          |
| PSOE              | Guillermo Ortiz Ortiz                                     |
| Vox               | Julio Calvo Iglesias (portavoz)                           |
| Vox               | Eva Torres Pulido                                         |
| Vox               | David Flores Serrano                                      |
| Vox               | Armando Martínez Pérez                                    |
| Zaragoza en Común | Elena Tomás Bona (portavoz)                               |
| Zaragoza en Común | Suso Domínguez Sanz                                       |

### Distribución histórica
| Partido político    | Partido político                                                    | 1979   | 1983   | 1987   | 1991   | 1995   | 1999   | 2003   | 2007   | 2011   | 2015   | 2019   | 2023   |
| Partido político    | Partido político                                                    | Ediles | Ediles | Ediles | Ediles | Ediles | Ediles | Ediles | Ediles | Ediles | Ediles | Ediles | Ediles |
|                     | Alianza Popular (AP)-Partido Popular (PP)                           | 0      | 8      | 5      | 7      | 15     | 15     | 11     | 12     | 15     | 10     | 8      | 15     |
|                     | Unión de Centro Democrático (UCD)-Centro Democrático y Social (CDS) | 7      | 0      | 3      | 0      | 0      | 0      | 0      | —      | —      | —      | —      | —      |
|                     | Zaragoza en Común (ZeC)                                             | —      | —      | —      | —      | —      | —      | —      | —      | —      | 9      | 3      | 2      |
|                     | Partido Socialista Obrero Español (PSOE)                            | 11     | 18     | 13     | 15     | 6      | 10     | 12     | 13     | 10     | 6      | 10     | 10     |
|                     | Ciudadanos (CS)                                                     | —      | —      | —      | —      | —      | —      | —      | —      | —      | 4      | 6      | 0      |
|                     | Chunta Aragonesista (CHA)                                           | —      | —      | 0      | 0      | 2      | 4      | 6      | 3      | 3      | 2      | 0      | 0      |
|                     | Vox                                                                 | —      | —      | —      | —      | —      | —      | —      | —      | —      | —      | 2      | 4      |
|                     | Podemos-Equo                                                        | —      | —      | —      | —      | —      | —      | —      | —      | —      | —      | 2      | 0      |
|                     | Partido Comunista de España (PCE)-Izquierda Unida (IU)              | 4      | 1      | 2      | 3      | 4      | 0      | 0      | 1      | 3      | ZeC    | ZeC    | ZeC    |
|                     | Partido Aragonés (PAR)                                              | 7      | 4      | 8      | 6      | 4      | 2      | 2      | 2      | 0      | 0      | 0      | 0      |
|                     | Partido del Trabajo de España (PTE)                                 | 2      | —      | —      | —      | —      | —      | —      | —      | —      | —      | —      | —      |
| Total de concejales | Total de concejales                                                 | 31     | 31     | 31     | 31     | 31     | 31     | 31     | 31     | 31     | 31     | 31     | 31     |

1979-1983
1983-1987
1987-1991
1991-1995
1995-1999
1999-2003
2003-2007
2007-2011
2011-2015
2015-2019
2019-2023
2023-Act.

## Resultados electorales históricos
| Partido político                                                    | 2023        | 2023        | 2023        | 2019    | 2019    | 2019       | 2015    | 2015    | 2015       | 2011  | 2011    | 2011       | 2007  | 2007    | 2007       | 2003  | 2003    | 2003       | 1999  | 1999    | 1999       | 1995  | 1995    | 1995       | 1991  | 1991    | 1991       | 1987  | 1987    | 1987       | 1983  | 1983    | 1983       | 1979  | 1979   | 1979       |
| Partido político                                                    | Votos       | %           | Concejales  | Votos   | %       | Concejales | Votos   | %       | Concejales | %     | Votos   | Concejales | %     | Votos   | Concejales | %     | Votos   | Concejales | %     | Votos   | Concejales | %     | Votos   | Concejales | %     | Votos   | Concejales | %     | Votos   | Concejales | %     | Votos   | Concejales | %     | Votos  | Concejales |
| Partido Popular (PP)-Alianza Popular (AP)                           | 37,88       | 125 751     | 15          | 22,04   | 73 065  | 8          | 26,88   | 87 569  | 10         | 41,26 | 131 350 | 15         | 33,94 | 103 191 | 12         | 32,66 | 110 747 | 11         | 42,30 | 125 693 | 15         | 46,78 | 155 206 | 15         | 22,09 | 56 947  | 7          | 14,93 | 42 901  | 5          | 22,25 | 58 134  | 8          | 2,50  | 5817   | 0          |
| Partido Socialista Obrero Español (PSOE)                            | 26,44       | 87 790      | 10          | 28,00   | 92 823  | 10         | 18,67   | 60 807  | 6          | 27,14 | 86 395  | 10         | 38,03 | 115 723 | 13         | 33,90 | 114 952 | 12         | 29,78 | 88 482  | 10         | 18,81 | 62 390  | 6          | 43,50 | 112 106 | 15         | 38,68 | 111 102 | 13         | 52,36 | 136 774 | 18         | 30,91 | 71 967 | 11         |
| Vox                                                                 | 12,36       | 41 061      | 4           | 6,17    | 20 458  | 2          | —       | —       | —          | —     | —       | —          | —     | —       | —          | —     | —       | —          | —     | —       | —          | —     | —       | —          | —     | —       | —          | —     | —       | —          | —     | —       | —          | —     | —      | —          |
| Zaragoza en Común (ZeC)                                             | 5,83        | 19 381      | 2           | 10,08   | 33 423  | 3          | 24,57   | 80 055  | 9          | —     | —       | —          | —     | —       | —          | —     | —       | —          | —     | —       | —          | —     | —       | —          | —     | —       | —          | —     | —       | —          | —     | —       | —          | —     | —      | —          |
| Chunta Aragonesista (CHA)                                           | 4,74        | 15 757      | 0           | 4,61    | 15 311  | 0          | 6,77    | 22 067  | 2          | 9,24  | 29 402  | 3          | 9,61  | 29 230  | 3          | 18,34 | 62 211  | 6          | 13,57 | 40 333  | 4          | 5,96  | 19 783  | 2          | 2,36  | 6082    | 0          | 0,76  | 2170    | 0          | —     | —       | —          | —     | —      | —          |
| Podemos-Equo                                                        | 4,49        | 14 908      | 0           | 6,19    | 20 551  | 2          | —       | —       | —          | —     | —       | —          | —     | —       | —          | —     | —       | —          | —     | —       | —          | —     | —       | —          | —     | —       | —          | —     | —       | —          | —     | —       | —          | —     | —      | —          |
| Ciudadanos (CS)                                                     | 1,66        | 5530        | 0           | 18,26   | 60 552  | 6          | 12,28   | 40 018  | 4          | —     | —       | —          | —     | —       | —          | —     | —       | —          | —     | —       | —          | —     | —       | —          | —     | —       | —          | —     | —       | —          | —     | —       | —          | —     | —      | —          |
| Partido Aragonés (PAR)                                              | 0,87        | 2902        | 0           | 1,69    | 5608    | 0          | 2,82    | 9185    | 0          | 4,54  | 14 455  | 0          | 8,36  | 25 410  | 2          | 6,99  | 23 690  | 2          | 7,74  | 23 009  | 2          | 12,53 | 41 558  | 4          | 18,54 | 47 780  | 6          | 23,08 | 66 296  | 8          | 13,33 | 34 812  | 4          | 18,55 | 43 196 | 7          |
| Izquierda Unida (IU)-Partido Comunista de España (PCE)              | Con Podemos | Con Podemos | Con Podemos | Con ZeC | Con ZeC | Con ZeC    | Con ZeC | Con ZeC | Con ZeC    | 7,92  | 25 197  | 3          | 5,31  | 16 148  | 1          | 3,97  | 13 474  | 0          | 4,35  | 12 926  | 0          | 13,28 | 44 047  | 4          | 9,54  | 24 594  | 3          | 7,19  | 20 650  | 2          | 5,43  | 14 184  | 1          | 11,39 | 26 517 | 4          |
| Centro Democrático y Social (CDS)-Unión de Centro Democrático (UCD) | —           | —           | —           | —       | —       | —          | —       | —       | —          | —     | —       | —          | —     | —       | —          | 0,19  | 636     | 0          | —     | —       | —          | —     | —       | —          | 2,91  | 7 499   | 0          | 10,73 | 30 831  | 3          | 3,15  | 8219    | 0          | 20,47 | 47 657 | 7          |
| Partido del Trabajo de España (PTE)                                 | —           | —           | —           | —       | —       | —          | —       | —       | —          | —     | —       | —          | —     | —       | —          | —     | —       | —          | —     | —       | —          | —     | —       | —          | —     | —       | —          | —     | —       | —          | —     | —       | —          | 6,58  | 15 314 | 2          |

## Evolución de la deuda viva municipal
El concepto de deuda viva contempla solo las deudas con cajas y bancos relativas a créditos financieros, valores de renta fija y préstamos o créditos transferidos a terceros, excluyéndose, por tanto, la deuda comercial.
| Gráfica de evolución de la deuda viva del Ayuntamiento entre 2008 y 2023                           |
| |
| Deuda viva del Ayuntamiento de Zaragoza, en miles de euros, según datos del Ministerio de Hacienda |

La deuda viva municipal por habitante en 2015 ascendía a 1608,65 €.